# بوب ريس (لاعب كرة قاعدة)
بوب ريس (بالإنجليزية: Bob Reece)‏ هو لاعب كرة قاعدة أمريكي، ولد في 5 يناير 1951 في ساكرامنتو في الولايات المتحدة.

## وصلات خارجية
- بوب ريس على موقعبيزبول رفرنس.كوم (الدوري الرئيسي) (الإنجليزية)
- بوب ريس على موقعبيزبول رفرنس.كوم (الدوري الثانوي) (الإنجليزية)